# دبلان، دیر الزور
دبلان (به عربی: دبلان) یک منطقهٔ مسکونی در سوریه است که در استان دیر الزور واقع شده‌است. دبلان ۶٬۱۴۹ نفر جمعیت دارد.